# Melanosphecia paolo
Melanosphecia paolo — вид метеликів родини склівок (Sesiidae). Описаний у 2019 році.

## Етимологія
Авторка описання таксону Марта Сковрон Волпоні вид M. paolo назвала на честь свого чоловіка Паоло Волпоні.

## Поширення
Ендемік Таїланду.

## Опис
Зовні схожий на ос-помпілід.